# 下山進
下山進（しもやま すすむ、1962年（昭和37年）-　）は、日本の編集者、ノンフィクション作家。

## 人物・来歴
東京都生まれ。1986年早稲田大学政治経済学部政治学科卒業後、文藝春秋に入社。1993年コロンビア大学ジャーナリズムスクール国際報道上級課程修了。
一貫してノンフィクション畑を歩き、河北新報社『河北新報のいちばん長い日』、ケン・オーレッタ『グーグル秘録』、船橋洋一『カウントダウン・メルトダウン』、ジリアン・テット『サイロ・エフェクト』などを手がけた。
2018年4月から、慶應義塾大学総合政策学部特別招聘教授、上智大学文学部新聞学科非常勤講師を務める。
2019年3月、文藝春秋を退社。

## 著書
- 『アメリカ・ジャーナリズム』丸善ライブラリー 1995年2月。ISBN 978-4621051467。
- 『勝負の分かれ目 メディアの生き残りに賭けた男たちの物語』講談社、1999年11月。ISBN 978-4062099622。のち角川文庫
- 『2050年のメディア』文藝春秋、2019年10月。ISBN 978-4163911175。のち文庫
- 『アルツハイマー征服』KADOKAWA、2021年1月。ISBN 978-4041091616。のち角川文庫
- 『2050年のジャーナリスト』毎日新聞出版、2021年9月。ISBN 978-4620327013。